# Пирато (Месина)
Пирато је насеље у Италији у округу Месина, региону Сицилија.
Према процени из 2011. у насељу је живело 114 становника. Насеље се налази на надморској висини од 829 м.